# Poecillastra japonica
Poecillastra japonica är en svampdjursart som först beskrevs av Thiele 1898.  Poecillastra japonica ingår i släktet Poecillastra och familjen Pachastrellidae. Inga underarter finns listade i Catalogue of Life.